# Bartos Huba
Bartos Huba (Pécs, 1966. november 15. –) nyelvész, orientalista, sinológus, ELTE Bölcsészettudományi Kar Távol-keleti Intézet Kínai Tanszékének docense, valamint az MTA Nyelvtudományi Intézet főmunkatársa. (Kínai neve: pinjin (pinyin) hangsúlyjelekkel: Bāo Fǔbó; magyar népszerű: Pao Fu-po; kínaiul: 包甫博.)

## Pályafutása
Bartos Huba 1992-ben szerzett bölcsész diplomát az ELTE Bölcsészettudományi Kar (ELTE-BTK) angol–kínai szakán, majd 1995-ben az elméleti nyelvészet szakon is.
2000-ben szerzett Ph.D. fokozatot (summa cum laude; ELTE elméleti nyelvészet) a Morfoszintaxis és interpretáció: A magyar inflexiós jelenségek szintaktikai háttere című disszertációjával.
1992-től az MTA Nyelvtudományi Intézetében dolgozik, kezdetben ösztöndíjas kutatóként, majd tudományos segédmunkatársként (1998-tól), tudományos munkatársként (2000-től) és 2002-től mint tudományos főmunkatárs.
1997-től az ELTE Bölcsészettudományi Kar (ELTE-BTK) Orientalisztikai Intézet Kelet-ázsiai Tanszékén tanársegéd, majd 2000-től ugyanitt adjunktus, 2006-tól pedig docensként dolgozik.
2003-tól 2004-ig az MTA Nyelvtudományi Intézet tudományos titkára volt.
2014-ben az OTKA Társadalom- és Bölcsészettudományi Kollégiumának titkáraként folytatott példaértékű tevékenysége elismeréseként, továbbá a társadalom- és bölcsészettudományi alapkutatásokat támogató, széles körű tudományszervező munkájáért a Magyar Érdemrend tisztikeresztjével tüntették ki.

## Jelentősebb publikációi

### Magyarul
- Kínai–magyar szótár. Balassi Kiadó, Budapest 1998. (Hamar Imrével közösen.)
- ‘Az inflexiós jelenségek szintaktikai háttere’. Strukturális magyar nyelvtan 3. –  Morfológia (szerk. Kiefer F., Akadémiai Kiadó, Bp.; 2000), 653–762.
- ‘Az alanyi és a tárgyas ragozásról’. A mai magyar nyelv leírásának újabb módszerei IV. (szerk. Büky L. és Maleczki M., JATE, Szeged, 2000), 153–170.
- ‘Mutatónévmási módosítók a magyar főnévi szerkezetekben: egyezés vagy osztozás?’ Újabb tanulmányok a strukturális magyar nyelvtan és a nyelvtörténet köréből (szerk. Bakró-Nagy M., Bánréti Z., É. Kiss K., Osiris, Bp., 2001) 19–41.
- ‘Van-e alany a kínaiban?’ Hamar I. és Salát G. (szerk.), Kínai nyelv és irodalom. Tanulmányok Csongor Barnabás 80. születésnapjára. (Balassi Kiadó, Budapest, 2003), 13–37.
- ‘Mód és modalitás a magyar mondattanban’. Nyelvtudományi Közlemények 105 (2008): 80–103
- Új irányok és eredmények a mondattani kutatásban; szerk. Bartos Huba; Akadémiai, Bp., 2011

### Angolul
- ‘New? Old? Newly Old? – The Usage of Recently Changed Street and Square Names in Budapest’. Studies in Applied Linguistics I.  (szerk. Hunyadi László, KLTE,           Debrecen, 1994) 17–32.
- ‘Licensing the BA-phrase in Chinese’. Papers in the Theory of Grammar: 236–261 (szerk. Bánréti Z., MTA NyTI, Budapest, 1994)
- ‘When OT Meets LLF: Multiple Wh-questions and Optimality Theory’. The Even Yearbook 1994: 1–19 (szerk. Varga L., ELTE BTK Angol-Amerikai Intézet, 1994)
- ‘Objective Agreement Licensing in Hungarian’. Docsymp: Proceedings of  the Graduate Students’ 1st Linguistic Symposium / Working Papers in the Theory of Grammar 4/3: 1–19. (MTA NyTI, 1997)
- ‘On “Subjective” and “Objective” Agreement in Hungarian’. Acta Linguistica Hungarica 44 (1997): 363–384.
- ‘The Nature of Object Agreement in Hungarian’. Proceedings of the 21st Annual Penn Linguistics Colloquium, pp. 19–34. (University of Pennsylvania, 1997)
- ‘Object Agreement in Hungarian: A Case for Minimalism’. The Minimalist Parameter (Selected papers from the Ottawa Linguistics Forum, 21–23 March, 1997), 311–324. (szerk. G. M. Alexandrova & O. Arnaudova, John Benjamins, Amsterdam/Philadelphia, 2001)
- ‘VP-Ellipsis and Verbal Inflection in Hungarian’. Acta Linguistica Hungarica 47 (2000): 3–23.
- ‘Affix Order in Hungarian and the Mirror Principle’. Approaches to Hungarian vol. 7. (szerk. Alberti G. és Kenesei I., JATE, Szeged; 2000), 53–70.
- ‘Coordinate Ellipsis as Phonological Non-Insertion.’ Papers on the Mental Lexicon (szerk. Bartos H., MTA NyTI; 2000), 41–66.
- ‘Sound-Form Non-Insertion and the Direction of Ellipsis.’ Acta Linguistica Hungarica 48 (2001): 3–24.
- ‘Topics, quantifiers, subjects in Mandarin Chinese.’ Stafutti, S. (szerk), Papers from the XIII. EACS Conference CD-ROM, \\Authors\Bartos Huba\EACS-Bartos(NUOVO).htm  (Università degli Studi di Torino, 2002)
- ‘On-line morphology: The morphosyntax of Hungarian verbal inflection.’ Junghanns, U. & L. Szucsich (szerk.), Syntactic Structures and Morphological Information (Mouton de Gruyter, Berlin & New York, 2003) 25–56.
- ‘Root Infinitives’ Kenesei I. & Siptár P. (szerk.), Approaches to Hungarian vol. 8. (Akadémiai Kiadó, Bp., 2002), 13–38.
- ‘Verbal complexes and morphosyntactic merger.’ É. Kiss K. és H. van Riemsdijk (szerk.), Verb clusters – A study of Hungarian, German and Dutch, (John Benjamins, Amsterdam & Philadelphia, 2004), 395–415.
- ‘Locating the Subjects in Mandarin Chinese.’ Acta Orientalia Hungarica 56 (2003): 149–172.
- ‘Conditions on conditional mood’. Acta Linguistica Hungarica 53 (2006): 227–248.
- ‘The syntax of Hungarian -vA adverbial participles: A single affix with variable merge-in locations.’ É. Kiss K.(szerk.), Adverbs and adverbial adjuncts at the interfaces, (Mouton de Gruyter, Berlin & New York; 2009), 75–101.
- ‘Hungarian external causatives: Monoclausal but bi-eventive.’ Laczkó T. & C.O. Ringen (szerk.), Approaches to Hungarian vol.12. , (John Benjamins, Amsterdam & Philadelphia, 2011), 1–38.